# 日本女子囲碁リーグ
日本女子囲碁リーグ（にほんじょしいごリーグ）は、日本の囲碁の棋戦。2024年、日本棋院創設100周年記念事業の一環として創設。
女性棋士のみが出場できる女流棋戦であるが、日本の囲碁棋戦では初となる、団体戦での公式戦であることが特色である。

## 概要
1チーム3人が出場するリーグ戦を、他チームと各2回戦のホーム・アンド・アウェイ方式で行う。各チームの所属選手はドラフト会議によって決定する。日本棋院に所属していない、関西棋院所属棋士や日本国外団体の棋士も各チーム1名まで参加可能であるが、第1回で指名された棋士は全員が日本棋院所属であった。
- 主催：日本棋院
- 特別協賛：阪急電鉄
- 協賛：三井住友カード
- 特別協力：日本経済新聞社
- リーグスポンサー：阪急電鉄、三井住友カード
- チームスポンサー：センコーグループホールディングス、囲碁・将棋チャンネル、広島アルミニウム工業、出光芳秀、名古屋鉄道、スズケン、ブラザー工業、矢作建設工業
- 賞金：優勝チーム500万円、準優勝チーム200万円

### 方式
各チーム監督1名と選手4名が所属する。監督は各ラウンドごとに出場する選手3名と並び順を決定する。また、各選手はリーグ戦全日程の中で最低2試合の出場義務が課される。
第1回は5つのチーム（チームセンコーグループ、チーム囲碁・将棋チャンネル、チーム名古屋、チーム若鯉、チーム福岡）が参加し、ホーム・アンド・アウェイ方式で他チームと各2回戦、2度の手空きを含む全10ラウンドのスケジュールで8回戦のリーグ戦を行う。首位のチームと2位のチームで決勝戦を実施し、優勝チームを決定する。
持ち時間1時間、コミ6目半。ホームチームの主将と三将が白、副将が黒を持ち、対局は3局が同時に行われる。
第1回は、リーグ戦は2024年7月から翌2025年5月、決勝戦が6月に行われた。対局日は原則として土曜日。世界戦の日程やホームゲームのチームスポンサーが希望する場所に対局を誘致する場合、対局日程を変更することがある。
対局は基本的に日本棋院東京本院で行われる。チームのホームゲームのみ、チームスポンサーが費用を持つことで開催場所や日程を変更することができる。

### 参加チーム
| チーム                     | 監督       | 選手       | 選手     | 選手     | 選手       | スポンサー                                       |
| -------------------------- | ---------- | ---------- | -------- | -------- | ---------- | ------------------------------------------------ |
| チームセンコーグループ     | 吉原由香里 | 上野愛咲美 | 牛栄子   | 万波奈穂 | 井澤秋乃   | センコーグループホールディングス                 |
| チーム囲碁・将棋チャンネル | 鈴木伸二   | 藤沢里菜   | 星合志保 | 徐文燕   | 高山希々花 | 囲碁将棋チャンネル                               |
| チーム名古屋               | 下島陽平   | 加藤千笑   | 王景怡   | 高雄茉莉 | 羽根彩夏   | 名古屋鉄道、スズケン、ブラザー工業、矢作建設工業 |
| チーム若鯉                 | 山本賢太郎 | 上野梨紗   | 奥田あや | 鈴木歩   | 大森らん   | 広島アルミニウム工業                             |
| チーム福岡                 | 鶴山淳志   | 謝依旻     | 栁原咲輝 | 向井千瑛 | 辻華       | 出光芳秀                                         |

## 結果

### 決勝戦
| 回 | 年   | 優勝       | 優勝       | 準優勝    | 準優勝     |
| -- | ---- | ---------- | ---------- | --------- | ---------- |
| 1  | 2025 | 囲碁将棋CH | 囲碁将棋CH | センコーG | センコーG  |
| 1  | 2025 | 藤沢里菜   | ○          | ●         | 上野愛咲美 |
| 1  | 2025 | 星合志保   | ●          | ○         | 牛栄子     |
| 1  | 2025 | 高山希々花 | ○          | ●         | 万波奈穂   |

### リーグ戦
| 回 | 年   | 1位       | 2位        | 3位  | 4位  | 5位    |
| -- | ---- | --------- | ---------- | ---- | ---- | ------ |
| 1  | 2025 | センコーG | 囲碁将棋CH | 若鯉 | 福岡 | 名古屋 |

## ドラフト会議
2024年5月28日に第1回ドラフト会議が行われた。指名はチームスポンサーが選出した監督が行い、重複した場合は抽選で獲得チームを決定する。チームスポンサーが関わる棋戦で活躍した棋士や、ホームゆかりの棋士が指名される等、チームスポンサーの意向が反映される傾向も見られる。
| 巡    | センコーG   | 囲碁将棋CH | 名古屋   | 若鯉        | 福岡      |
| 1巡目 | 上野愛咲美○ | 藤沢里菜○  | 加藤千笑 | 上野愛咲美✕ | 藤沢里菜✕ |
| 1巡目 |             |            |          | 上野梨紗○   | 上野梨紗✕ |
| 1巡目 |             |            |          | 謝依旻      |           |
| 2巡目 | 牛栄子○     | 星合志保○  | 王景怡   | 牛栄子✕     | 星合志保✕ |
| 2巡目 |             |            |          | 奥田あや    | 栁原咲輝  |
| 3巡目 | 鈴木歩✕     | 徐文燕     | 高雄茉莉 | 鈴木歩○     | 向井千瑛  |
| 3巡目 | 万波奈穂    |            |          |             |           |
| 4巡目 | 井澤秋乃    | 高山希々花 | 羽根彩夏 | 大森らん    | 辻華      |